# Walckenaeria hamus
Walckenaeria hamus este o specie de păianjeni din genul Walckenaeria, familia Linyphiidae, descrisă de Wunderlich, 1995. Conform Catalogue of Life specia Walckenaeria hamus nu are subspecii cunoscute.